# Siriella africana
Siriella africana är en kräftdjursart som beskrevs av Panampunnayil 1981. Siriella africana ingår i släktet Siriella och familjen Mysidae. Inga underarter finns listade i Catalogue of Life.